# Rongellen
Rongellen (toponimo tedesco; in romancio Runtgaglia, in italiano Roncaglia, desueto) è un comune svizzero di 55 abitanti del Canton Grigioni, nella regione Viamala.

## Geografia fisica
Rongellen si trova lungo la Via Mala nello Schams, sulla sponda sinistra del Reno Posteriore.

## Società

### Evoluzione demografica
L'evoluzione demografica è riportata nella seguente tabella:
Abitanti censiti

### Lingue e dialetti
Il paese è sempre stato interamente di lingua tedesca.

## Infrastrutture e trasporti
Rongellen dista 4 km dalla stazione ferroviaria di Thusis, 32 km da Coira e 95 km da Bellinzona; è servito dall'uscita autostradale di Viamala sull'autostrada A13/E43.